# 橫琴站 (珠海)
橫琴站是珠機城際鐵路的地下車站，位於广东省横琴粤澳深度合作区環島路下方，于2020年8月18日启用。

## 車站結構
本站为地下二层明挖岛式站。车站主体全长760m，宽达44m，共设29个出入口和7个风亭，是珠机城际一期最大的车站，建成时也是中国大陆仅次于福田站的第二大地下车站。
| 地下一层 | 站厅层   | 进站口、出站口、售票处、候车厅 通道连接橫琴口岸 |  |  |
| 地下二层 | 1站台    | 珠机城际 珠海机场方向（下站：珠海長隆）         |  |  |
|          | 岛式站台 |                                                 |  |  |
|          | 2站台    | 珠机城际 珠海机场方向（下站：珠海長隆）         |  |  |
|          | 3站台    | 珠机城际 珠海方向（下站：十字门）               |  |  |
|          | 岛式站台 |                                                 |  |  |
|          | 4站台    | 珠机城际 珠海方向（下站：十字门）               |  |  |

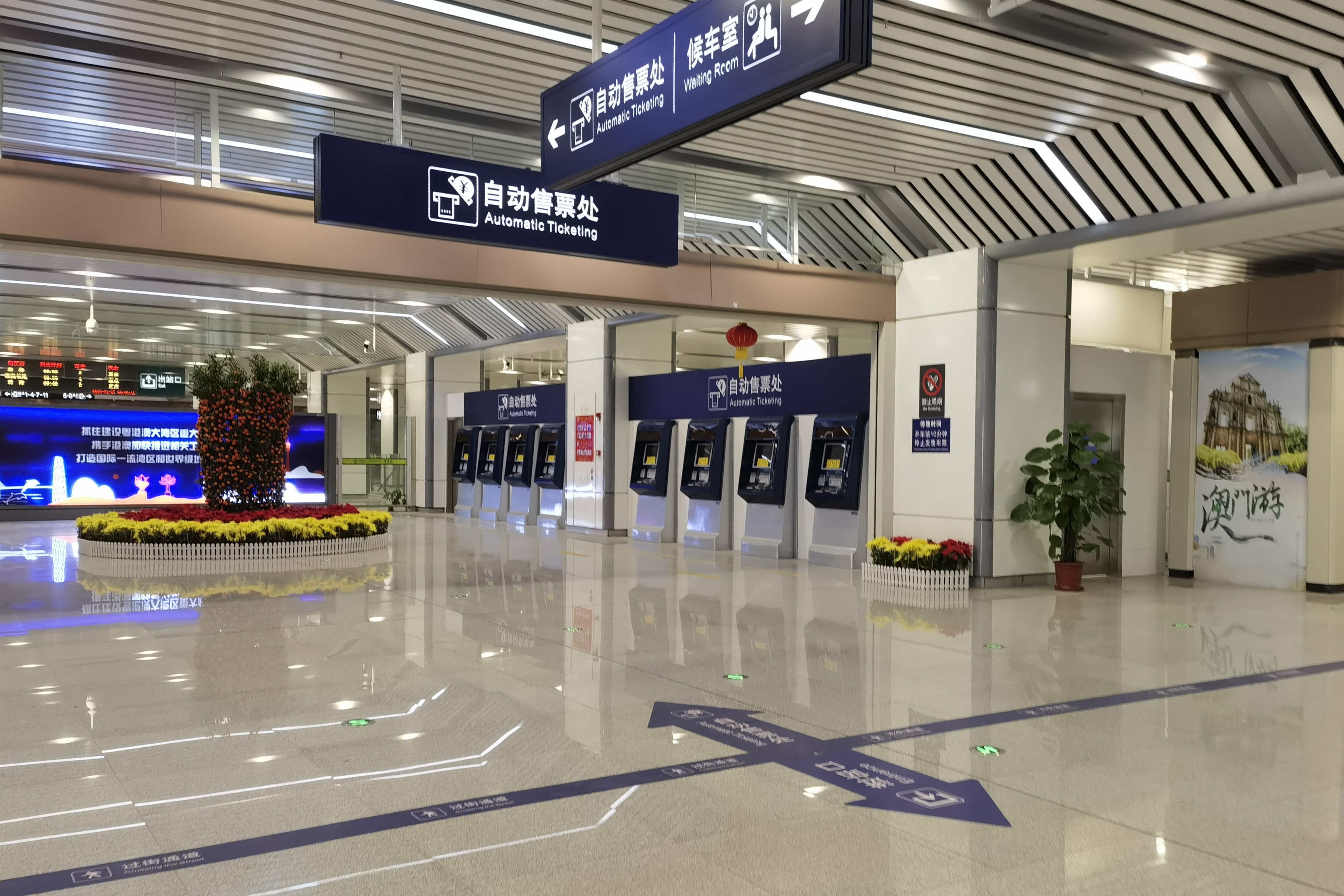
自动售票厅
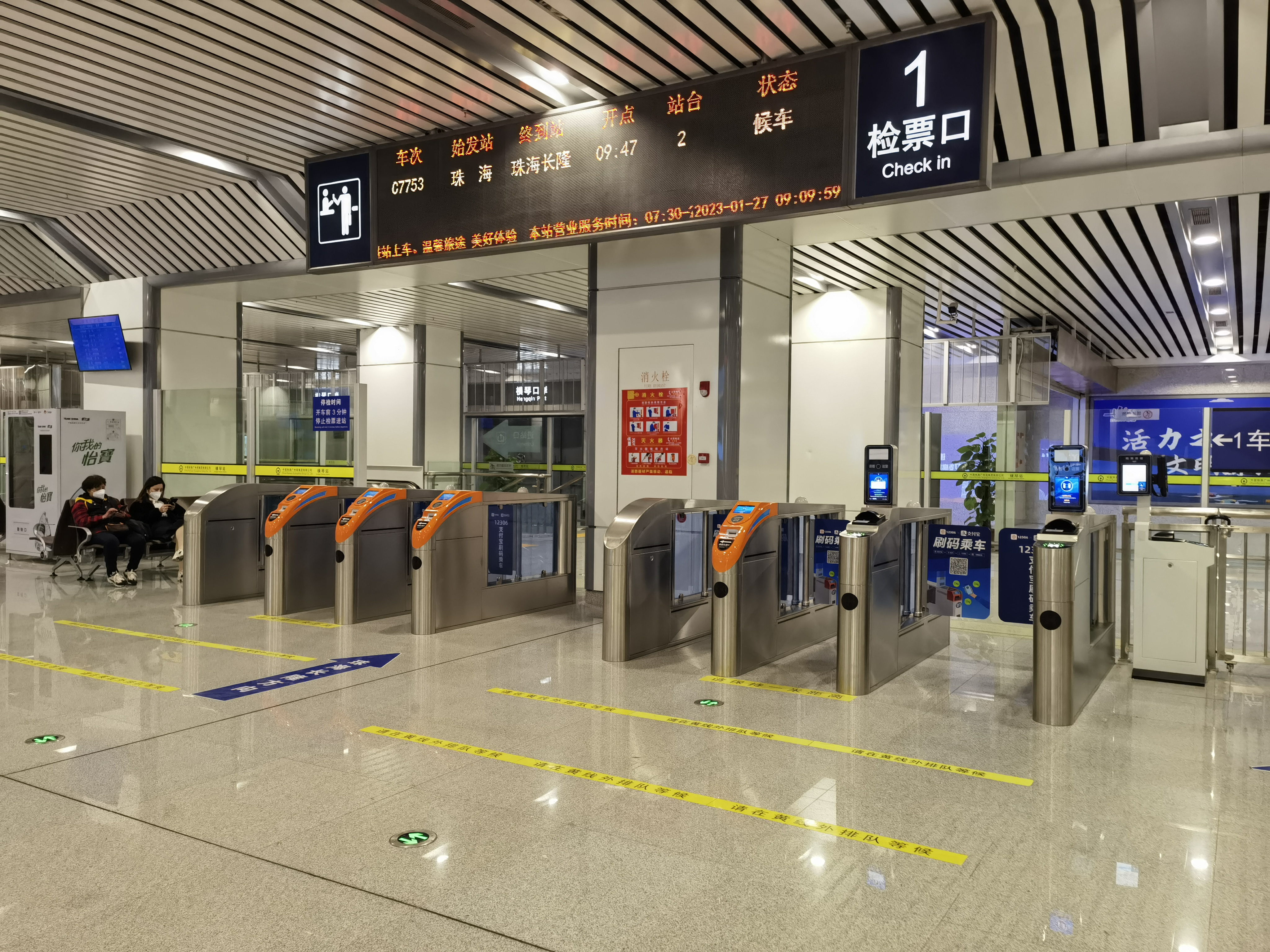
1检票口
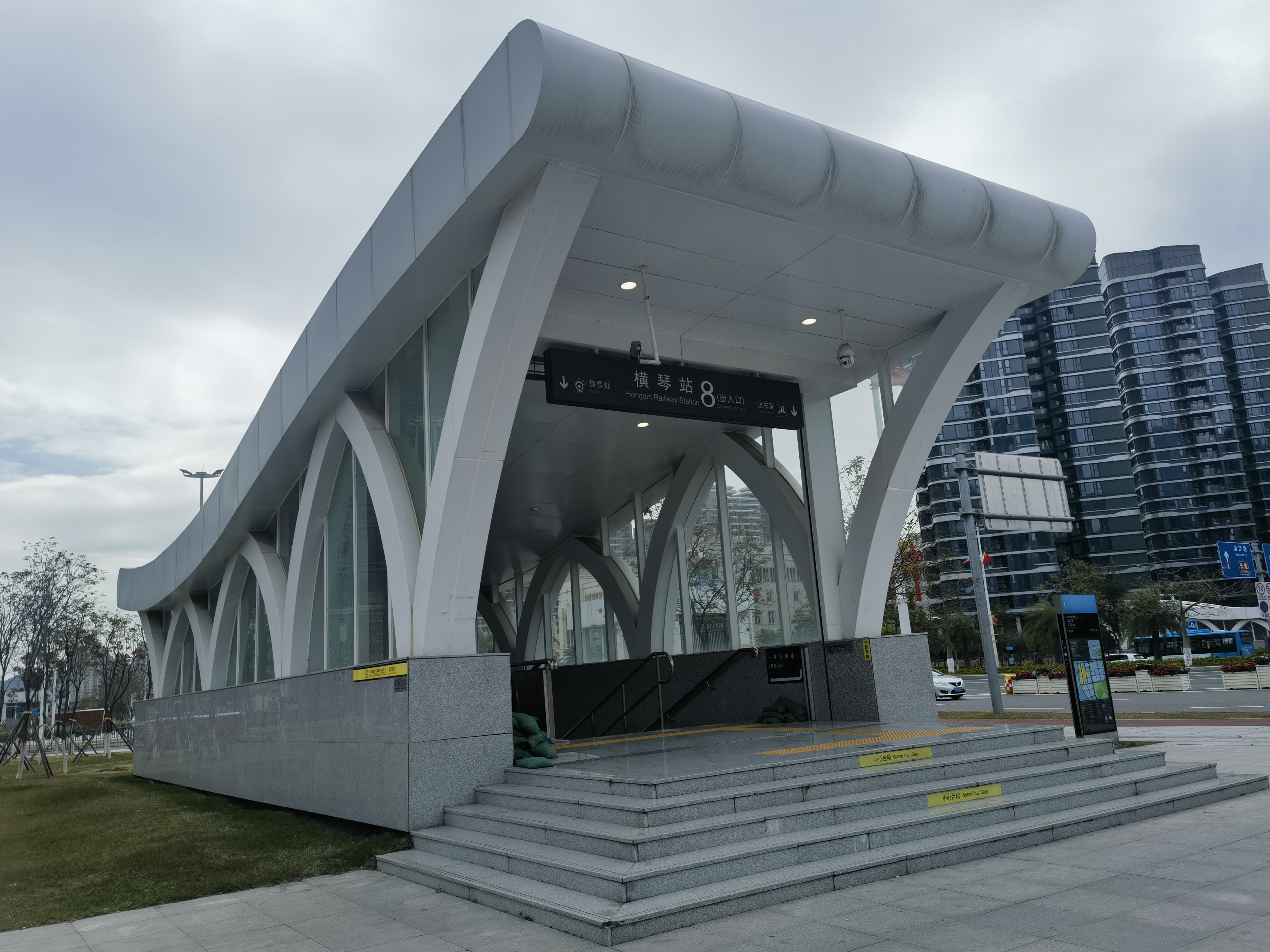
8号出口

## 历史
车站于2016年9月26日封顶，2020年8月18日随珠機城際軌道開通啟用。
因横琴深合区将封关运行，本站增设“二线”通道海关作业场所，并于2024年3月1日开始运作。

## 接驳交通

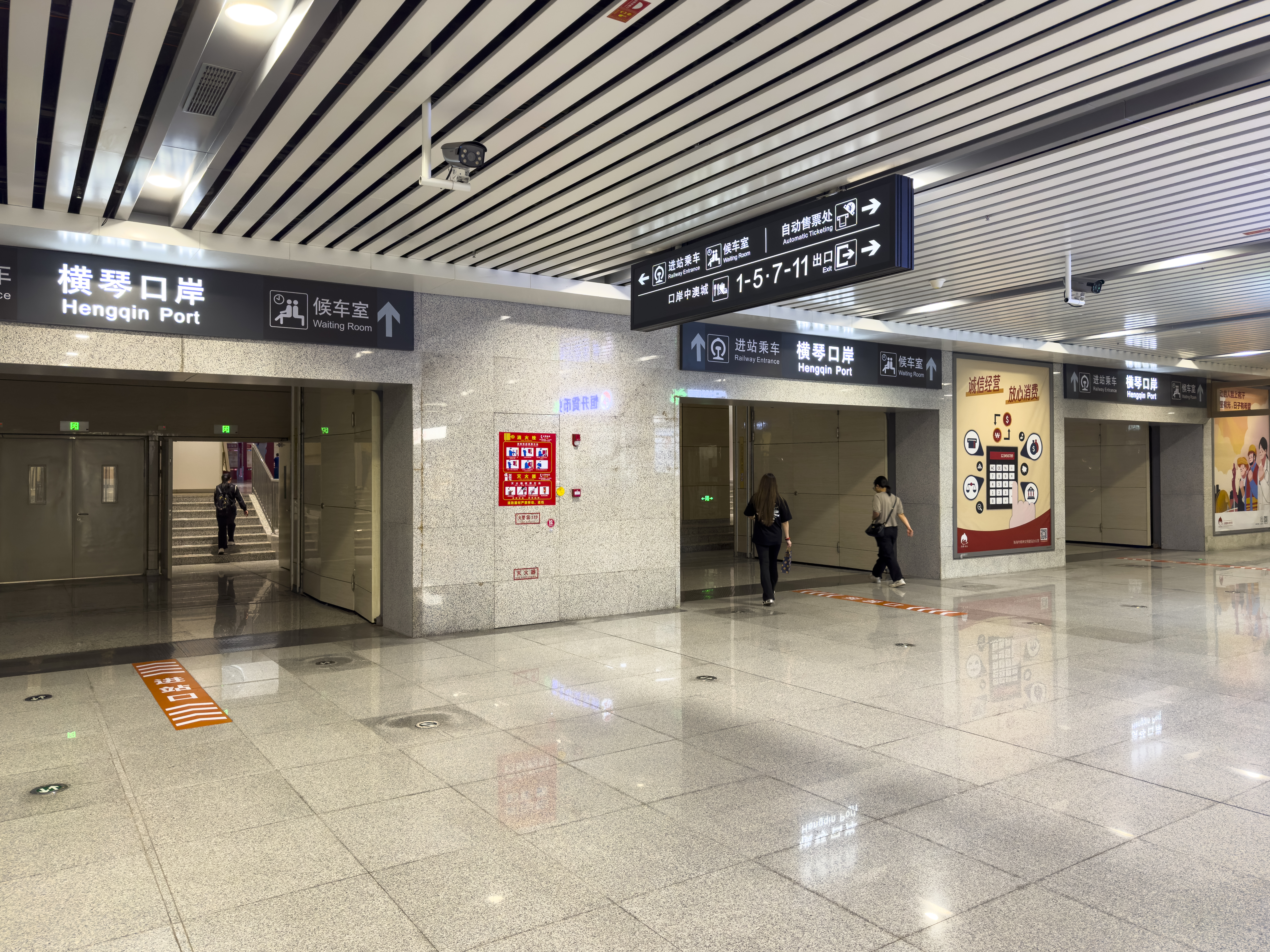
站内的横琴口岸联络通道

横琴站附近设有珠海公交橫琴口岸站，可供乘客来往珠海各地。
车站与横琴口岸新旅检区域通过地下通道相连，乘客出站并完成口岸通关后可换乘澳門輕軌橫琴線。